# Métropole de Néa Ionia et Philadelphie
La Métropole de Néa Ionia et Philadelphie (en grec byzantin : Ιερά Μητρόπολις Νέας Ιωνίας και Φιλαδελφείας) est un évêché de l'Église orthodoxe de Grèce. Elle est située en Attique dans la banlieue nord-ouest d'Athènes. Elle a été fondée en 1974.

## La cathédrale
C'est l'église des Saints-Anargyres Côme et Damien de Néa Ionia.

## Les métropolites
- Gabriel (el) (né Yiorgos à Moscháto en 1976) depuis 2014.
- Constantin (el) (né Farandatos à Céphalonie en 1934 et décédé en 2020) de 1994 jusqu'à sa démission en 2014 pour raison de santé.

## Histoire
La métropole fut fondée en mai 1974 au détriment de l'Archevêché d'Athènes.

## Le territoire
- Néa Ionía (11 paroisses)
- Héraklion de l'Attique (4 paroisses)
- Néa Filadélfia (5 paroisses)
- Nouvelle-Chalcédoine (2 paroisses)

## Les sources
- (el) Le site de la métropole : https://www.nif.gr/
- Les diptyques de l'Église de Grèce, éditions Diaconie apostolique, Athènes (édition annuelle).